# 伊藤雅治
伊藤 雅治（いとう まさはる、1942年9月20日 - 2019年9月1日）は、日本の厚生労働技官・医師。厚生労働省医政局長・全国社会保険協会連合会理事長等を務めた。

## 人物・経歴
新潟県西頚城郡木浦村（現糸魚川市）生まれ。伊藤茂昭元日本弁護士連合会副会長は弟。新潟県立高田高等学校を経て、1968年新潟大学医学部卒業、新潟県入庁、新津保健所兼衛生部公衆衛生課配属。1971年に厚生省へ入省し、公衆衛生局結核予防課に配属され、沖縄返還に備え結核対策にあたった。1975年外務省在サンパウロ日本国総領事館領事。1978年国際協力事業団医療協力部医療第二課長。1982年青森県環境保健部長兼青森県立青森高等看護学院長。
1985年厚生省保健医療局健康増進栄養課長。1986年厚生省保健医療局結核難病感染症課感染症対策室長。1988年厚生省保健医療局疾病対策課結核・感染症対策室長。1989年厚生省大臣官房老人保健福祉部老人保健課長。1992年厚生省健康政策局計画課長。
1994年から4年間厚生省大臣官房審議官（科学技術・児童家庭担当）を務め、世界保健機関を担当した。1998年からは厚生省医療保険局長として、伝染病予防法、性病予防法、後天性免疫不全症候群の予防に関する法律を廃止するとともに、感染症の予防及び感染症の患者に対する医療に関する法律の制定を行った。1999年厚生省健康政策局長。
2001年厚生労働省医政局長、社団法人全国社会保険協会連合会参事。同年社団法人全国社会保険協会連合会副理事長。2003年から社団法人全国社会保険協会連合会理事長を務め、経営危機にあった社会保険病院の地域医療機能推進機構への再編を行った。2014年一般社団法人全国訪問看護事業協会会長。2018年春の叙勲で瑞宝中綬章受章。
2019年9月1日、間質性肺炎のため死去。76歳没。同日付で正四位追贈。